# Berryteuthis
Genre
Le genre Berryteuthis comprend les espèces suivantes :
- Berryteuthis anonychus (Pearcy et Voss, 1963)
- Berryteuthis magister (Berry, 1913)